# Роттенхаммер, Ганс
Ганс Роттенхаммер (нем. Hans Rottenhammer; в ряде источников: Иоганн Ротенгаммер нем. Johannes Rottenhammer der Ältere; 1564[…], Мюнхен[…] — 14 августа 1625[…], Аугсбург) — немецкий рисовальщик, живописец-маньерист и романист, мастер небольших по размеру «кабинетных» картин на меди бытового жанра.

## Биография
Ганс Роттенхаммер родился в 1564 году в Мюнхене в семье придворного чиновника. Первые уроки живописи получил у отца Томаса Роттенхаммера, а затем с 1582 года в течение шести лет учился у Ганса (Иоганна) Донауера (ок. 1521—1596). Посетив Италию, работал под влиянием Тинторетто, Веронезе и других мастеров венецианской школы.
В 1589 году по пути в Венецию художник задержался в Тревизо, рисовал по картинам известных венецианских мастеров. В 1594 году Роттенхаммер отправился в Рим, чтобы работать у Федерико Цуккарo в Академии Святого Луки. В Риме он познакомился с фламандскими художниками Паулем Брилем и Яном Брейгелем Старшим, известными пейзажистами, которые нашли в Роттенхаммере талантливого «фигуриста» для своих небольших пейзажей на меди (Роттенхаммер писал фигуры в пейзажах обоих художников). Их сотрудничество продолжалось и после окончания жизни в Риме.
Несмотря на успех в Риме, в 1595 году Роттенхаммер вернулся в Венецию, чтобы основать собственную мастерскую «кабинетных картин» (малого формата) на меди. Год спустя он женился на венецианке Элизабетте ди Фабрис. Роттенхаммер находился в зените своего творчества и работал с Якопо Пальмой Младшим, Хендриком ван Баленом и Адамом Эльсхаймером. Его маленькие коллекционные картины пользовались огромным спросом на быстро растущем рынке произведений искусства того времени. В Италии Роттенхаммер получил странное прозвание «Живописец Доминик» (Malers Dominikus).
С 1600 года Роттенхаммер поддерживал связи с пражским двором императора Рудольфа II, который, среди прочих, приобрёл его картину «Пир богов» для императорской коллекции. Роттенхаммер выполнял заказы из Венеции и стран «к северу от Альп», среди его заказчиков был граф Эрнст Гольштейн-Шаумбургский, которого он позже посетил в замке Бюккебург и который отправил к нему Антона Ботена в качестве ученика. Увеличение заказов с севера, возможно, побудило Роттенхаммера обосноваться в 1606 году в Аугсбурге. Здесь он вскоре распрощался с кабинетной живописью на меди и вместо этого стал создавать произведения более крупных форматов, в том числе алтарные картины и фрески. Его звучное имя обеспечило ему заказы от таких известных клиентов, как семья Фуггеры Фуггеров и герцог Максимилиан I (курфюрст Баварии) Максимилиан Баварский. Однако время, проведённое Роттенхаммером в Аугсбурге, также было отмечено жизненным упадком. Чрезмерное употребление алкоголя всё негативнее влияло на его работу, которая порой полностью останавливалась. Роттенхаммер умер в нищете 14 августа 1625 года в Аугсбурге.
От брака с Элизабеттой ди Фабрис у него был сын Ганс Роттенхаммер († 1668), который также был живописцем и, как известно из документов, жил в Бамберге с 1622 года. В 1625 году он завершил роспись капеллы Св. Михаила в базилике Св. Ульриха и Афры в Аугсбурге. Позднее он расписал, среди прочего, алтарь хора в церкви Святого Стефана в Бамберге (1628—1630)
Наиболее известные произведения Роттенхаммера Старшего: «Адонис» (Лувр, Париж), «Явление Девы Марии и святых блаженному Августину» (Старая пинакотека, Мюнхен), «Битва амазонок» (Берлин), «Поклонение пастухов» (Музей истории искусств, Вена). В санкт-петербургском Эрмитаже имеется три картины Роттенхаммера: «Святое Семейство», «Пир богов» и «Аллегория лета».

## Галерея

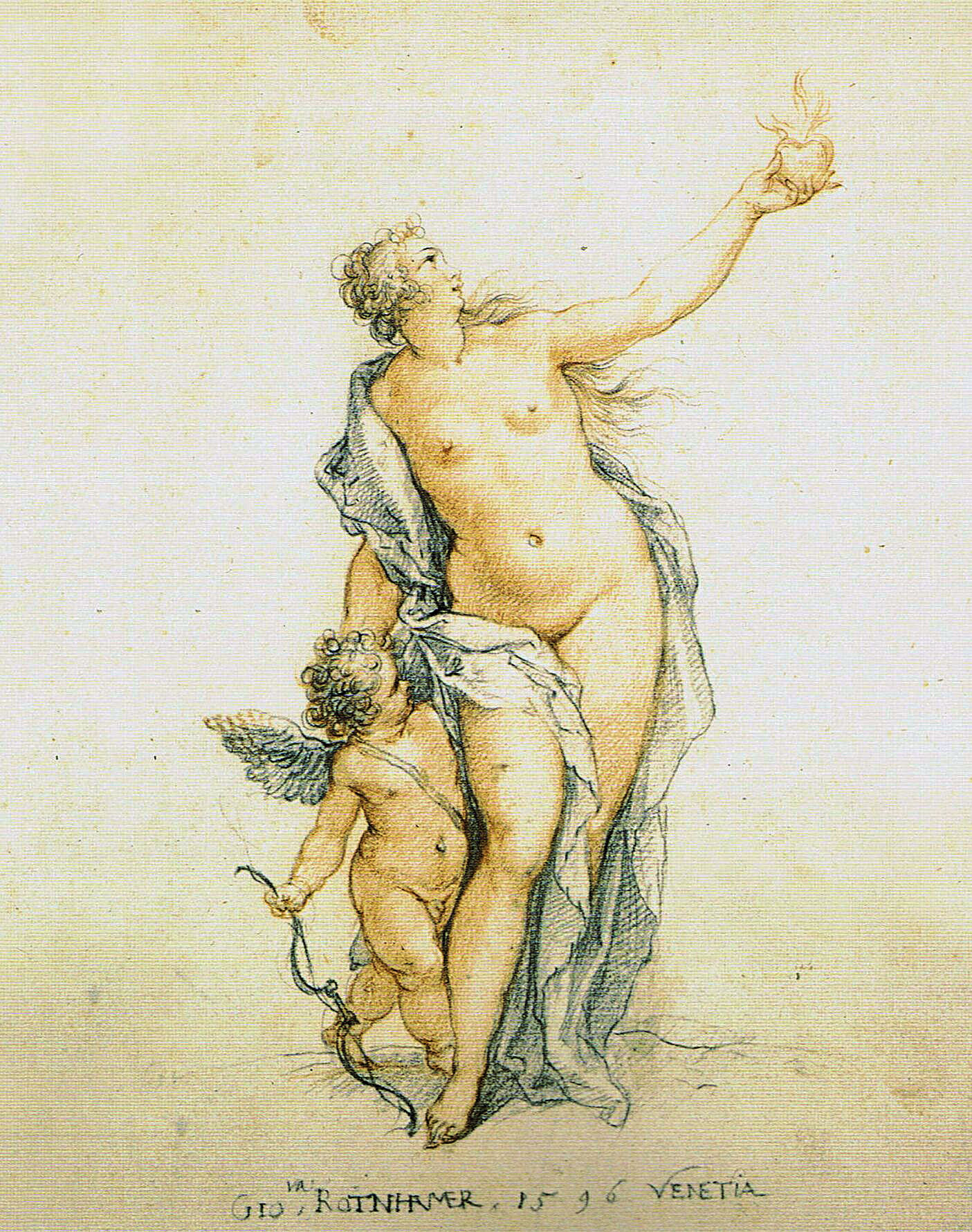
Венера. 1596. Бумага, уголь, сангина. Мюнхен
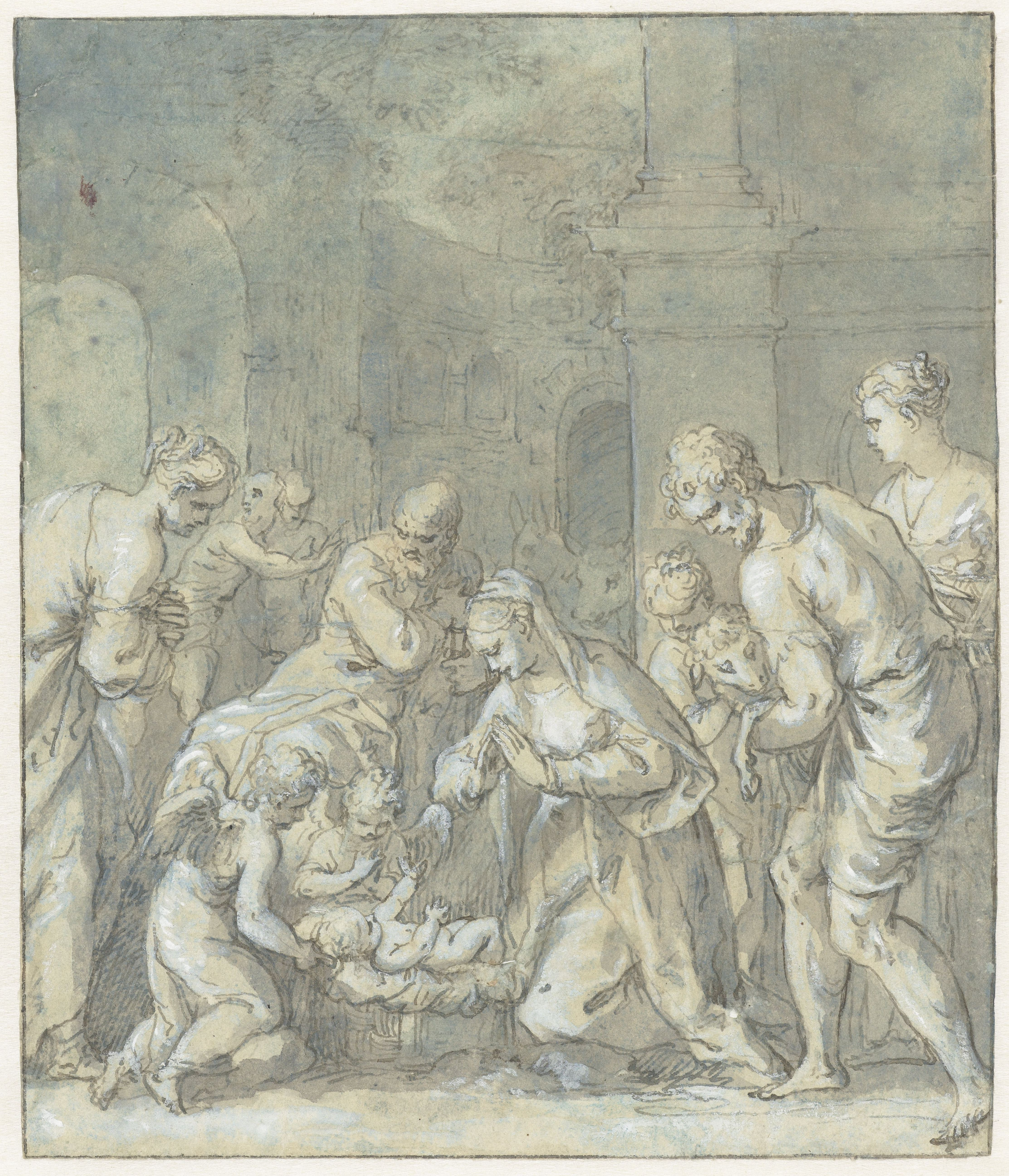
Поклонение пастухов. Между 1574 и 1608. Бумага, тушь, акварель, кисть, перо, белила. Рейксмюсеум, Амстердам
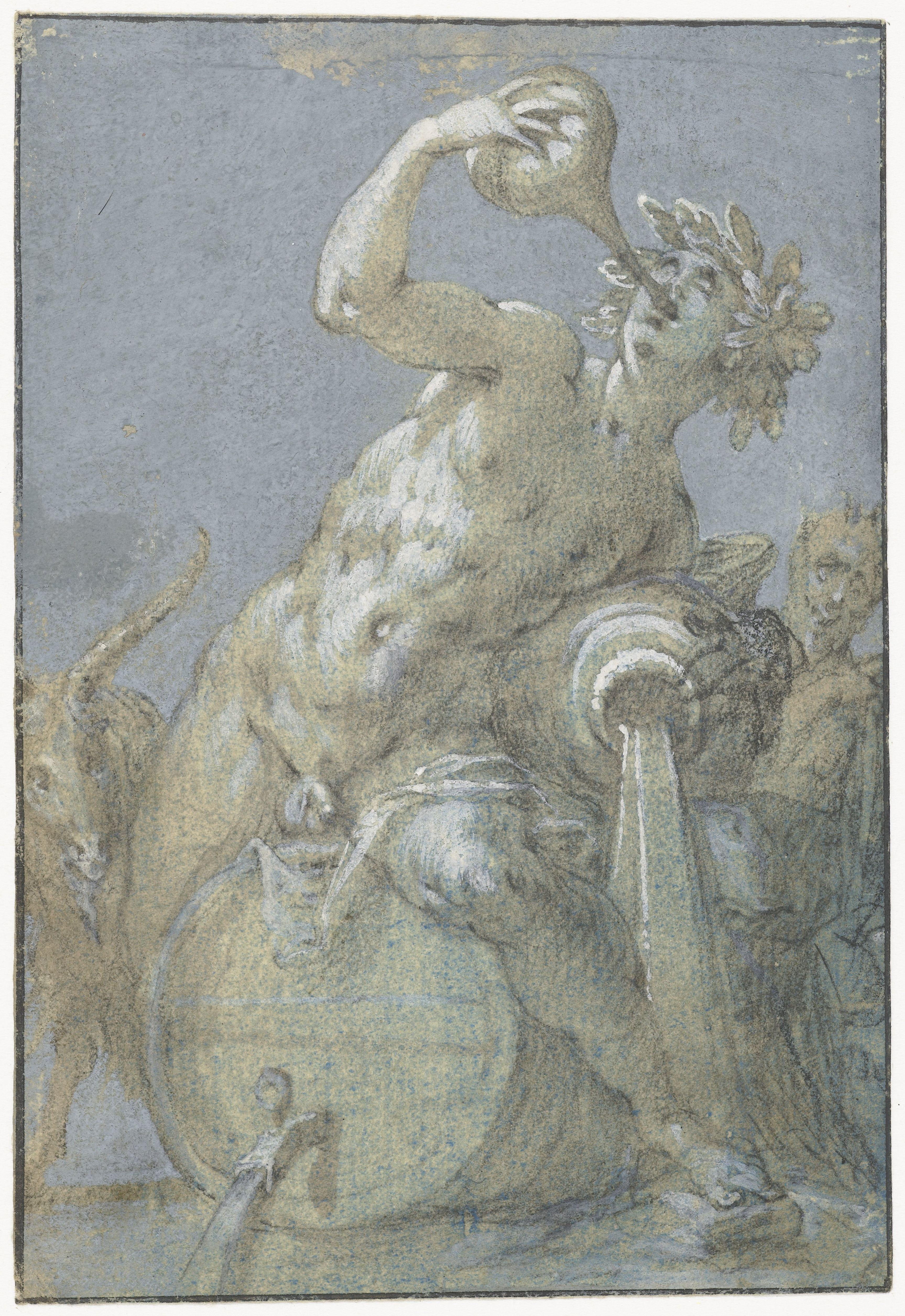
Вакх. 1592. Голубая бумага, акварель, кисть, перо, белила. Рейксмюсеум, Амстердам
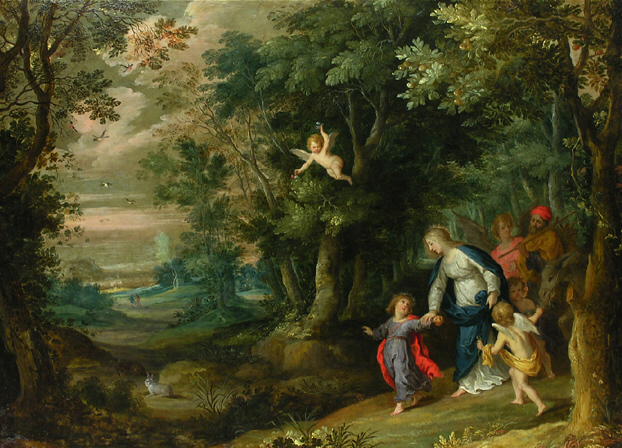
Совместно с Я. Брейгелем Старшим. Бегство в Египет. Медь, масло. Частное собрание
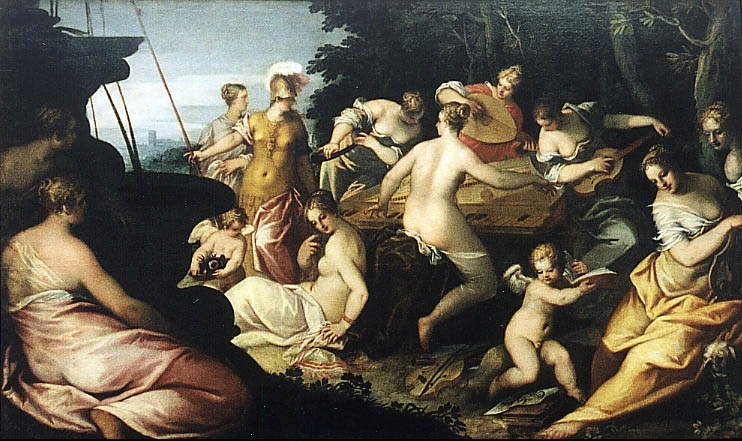
Минерва и музы. 1603. Холст, масло. Германский национальный музей, Нюрнберг
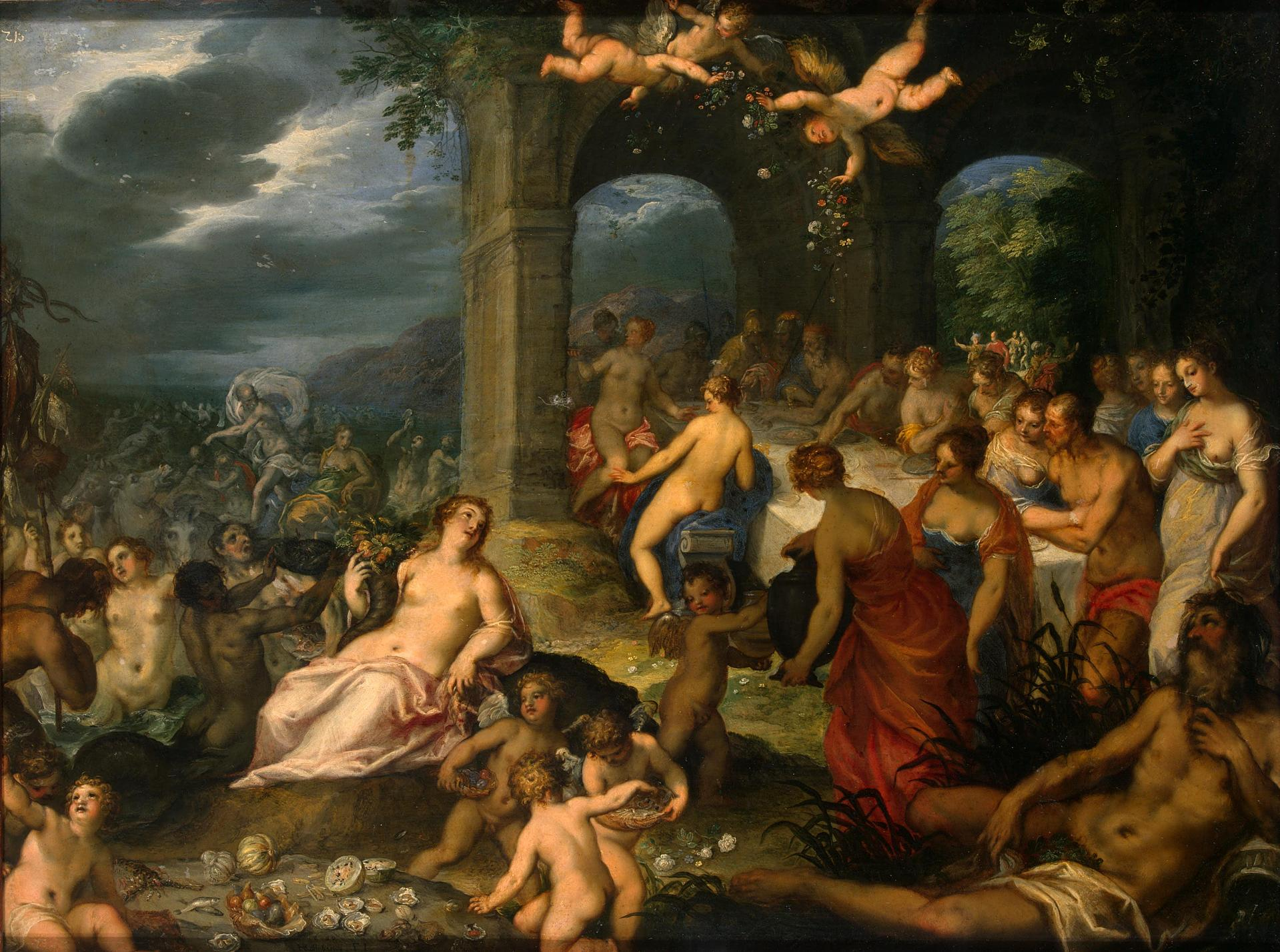
Совместно с Я. Брейгелем Старшим.  Пир богов (Свадьба Пелея и Фетиды). 1600. Медь, масло. Государственный Эрмитаж, Санкт-Петербург
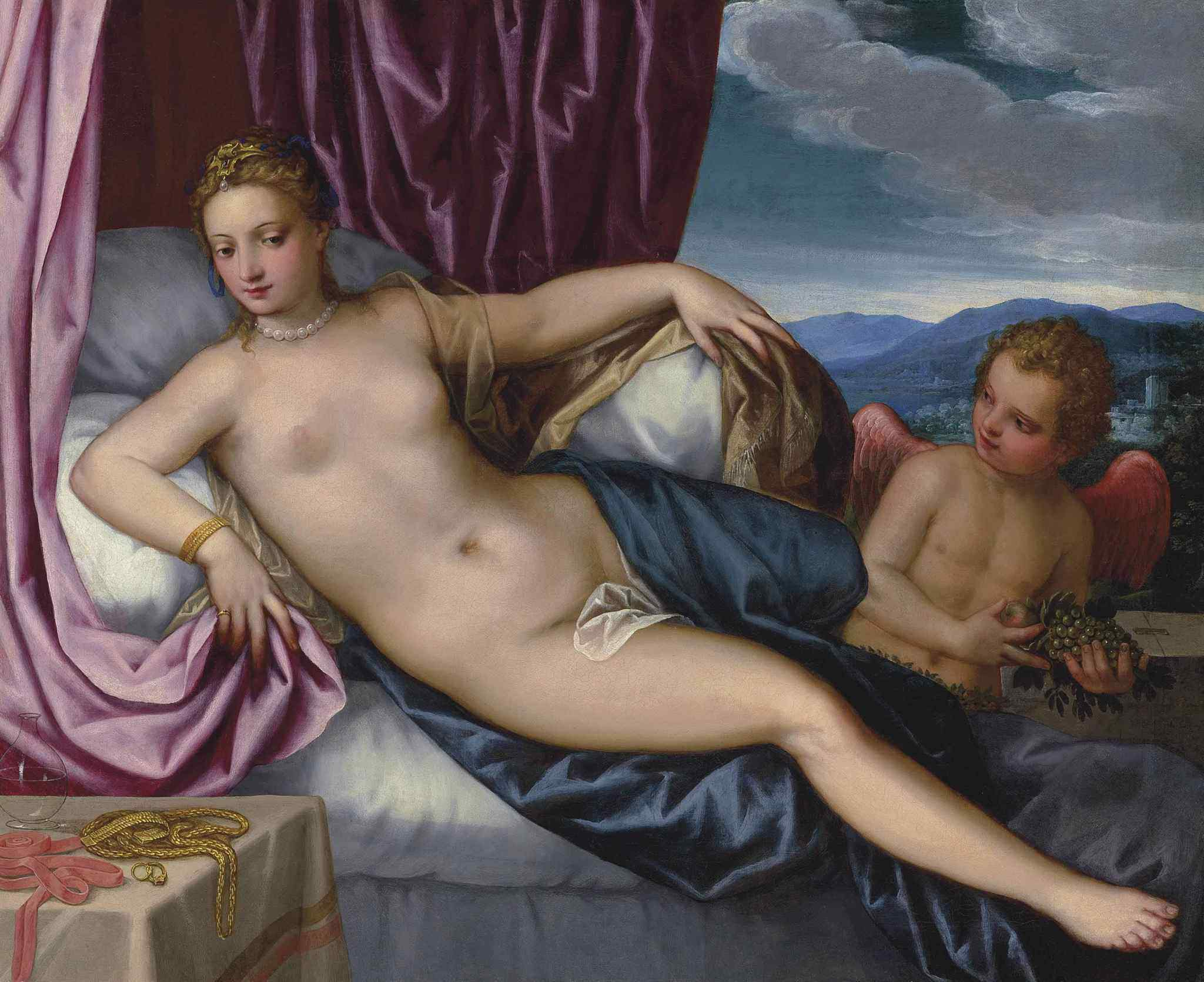
Венера и Амур. Между 1565 и 1625. Холст, масло. Частное собрание